# Claus Hubalek
Harry Claus Hubalek (* 18. März 1926 in Berlin; † Mai 1995 in Hamburg) war ein deutscher Schriftsteller, Dramaturg und Drehbuchautor, der sich vor allem mit Ereignissen, Entwicklungen und Problemen der Kriegs- und Nachkriegszeit kritisch auseinandersetzte.

## Leben

### Kriegsteilnahme, erste Werke und Auszeichnungen
Claus Hubalek, Sohn eines Kaufmanns, wurde nach dem Besuch eines Gymnasiums während des Zweiten Weltkrieges zum Militärdienst in der Wehrmacht einberufen und geriet nach Fronteinsätzen in Kriegsgefangenschaft. Nach Kriegsende absolvierte er ein Studium der Philologie und war anschließend als Lehrer tätig.
Sein literarisches Debüt Unsere jungen Jahre. Tagebuch eines Zwanzigjährigen wurde 1947 mit einem Vorwort von Ludwig Renn und Illustrationen von Oswald Ebert im Verlag Volk und Welt veröffentlicht, der auch sein zweites Buch, die Erzählung Das Glasauge (1949) herausgab. Ebenfalls im Verlag Volk und Welt erschien 1947 Die den Wind säen, seine Übersetzung von Martha Dodds Sowing the Wind (1945).
Größere Bekanntheit erreichte Hubalek ab Mitte der 1950er Jahre mit seinen Bühnenwerken, insbesondere mit seinem ersten und zugleich erfolgreichsten Theaterstück Der Hauptmann und sein Held (1953), das 1953 mit dem Gerhart-Hauptmann-Preis ausgezeichnet wurde, dem Literaturpreis der Freien Volksbühne Berlin. Das Stück hatte am 14. Januar 1954 im Theater am Kurfürstendamm seine Uraufführung. In dem von Oscar Fritz Schuh inszenierten Werk spielten Jo Herbst, Walther Suessenguth und Günter Pfitzmann, der wie Herbst zum Berliner Kabarett Die Stachelschweine gehörte. In dieser von Bertolt Brecht und Georg Kaiser beeinflussten Komödie wurde durch Hubalek die perfekte Absurdität einer militärischen Verwaltungsmaschinerie scharf und treffend glossiert.
Das Theaterstück, das 1955 auch mit dem Dramatikerpreis des Deutschen Bühnenvereins, wurde 1955  unter Regie von Max Nosseck mit Ernst Schröder als „Hauptmann Eisenhecker“ und Jo Herbst in der Rolle von „Paul Kellermann / Franz Kellermann“ verfilmt. In einer weiteren Rolle war abermals Günter Pfitzmann zu sehen, der die Rolle des „Hauptmann Roeder“ spielte.
In den folgenden Jahren erschienen nach der Komödie Keine Fallen für die Füchse (1957) auch die weiteren Schauspiele Die Festung. Ein Bericht vom Untergang einer ostpreußischen Stadt, 1945 (1958), Die Stunde der Antigone (1961), Stalingrad (1961) nach dem gleichnamigen Roman von Theodor Plievier sowie der Roman Die Ausweisung (1962).

### Chefdramaturg beim NDR und am Hamburger Schauspielhaus
Anschließend wurde Hubalek 1963 Chefdramaturg des Fernsehprogramms des Norddeutschen Rundfunks (NDR) und war dort bis 1966 tätig. Dort erfolgte 1963 die bei der Erstausstrahlung kontrovers aufgenommene Adaption von Stalingrad zum Fernsehfilm, in dem unter der Regie von Gustav Burmester Ullrich Haupt, Hanns Lothar und Wolfgang Büttner die Hauptrollen spielten. Daneben verfasste er zahlreiche weitere Fernsehfilme und Fernsehspiele wie die nach dem Roman Im Schlaraffenland. Ein Roman unter feinen Leuten  von Heinrich Mann entstandene Komödie Im Schlaraffenland (1965).
1968 übernahm Hubalek die Funktion als Chefdramaturg am Deutschen Schauspielhaus in Hamburg und inszenierte dort zusammen mit Egon Monk die ebenfalls kontrovers aufgenommene Szenenfolge Über den Gehorsam. Szenen aus Deutschland, wo die Unterwerfung des eigenen Willens unter einen fremden als Tugend gilt.
Zu weiteren von ihm verfassten Fernsehinszenierungen gehörten Der 21. Juli (1972), der zweiteilige Fernsehfilm Union der festen Hand (1979) nach dem 1931 erschienenen gleichnamigen Roman von Erik Reger, der unter der Regie von Volker Vogeler entstandene Antikriegsfilm Luftwaffenhelfer (1980), sowie Fremdes Land oder Als die Freiheit noch zu haben war (1982) nach dem Roman von Arno Surminski. Nach einem Roman entstand auch die Fernsehserie Jokehnen oder Wie lange fährt man von Ostpreußen nach Deutschland? (1987). Zuletzt schrieb er zusammen mit Ann Ladiges das Drehbuch zur Fernsehserie Schwarzenberg (1989) nach dem gleichnamigen Roman von Stefan Heym aus dem Jahr 1984.

## Veröffentlichungen
- Unsere jungen Jahre. Tagebuch eines Zwanzigjährigen, 1947
- Das Glasauge, 1949
- Der Hauptmann und sein Held, 1953
- Keine Fallen für die Füchse, 1957
- Die Festung. Ein Bericht vom Untergang einer ostpreußischen Stadt, 1945, 1957
- Die Stunde der Antigone, 1961
- Stalingrad, 1961
- Die Ausweisung, 1962

Mitarbeit
- Theaterarbeit. 6 Aufführungen des Berliner Ensembles, Redaktion: Ruth Berlau, Bertolt Brecht, Claus Hubalek, Peter Palitzsch, Käthe Rülicke-Weiler,  Herausgeber: Berliner Ensemble, Helene Weigel, 1952, 3. durchgesehene und erweiterte Auflage, 1967

## Filmografie
- 1955: Der Hauptmann und sein Held
- 1957: Die Festung
- 1958: Ein gefährlicher Mensch
- 1960: Kirmes
- 1960: Die Stunde der Antigone
- 1962: Die Revolution entläßt ihre Kinder
- 1963: Stalingrad
- 1963: Der Schatten
- 1963: Festival
- 1965: Die Kette an deinem Hals
- 1965: Ein Tag – Bericht aus einem deutschen Konzentrationslager 1939
- 1965: Im Schlaraffenland
- 1965: Der Augenblick des Friedens
- 1967: Zuchthaus
- 1968: Über den Gehorsam. Szenen aus Deutschland, wo die Unterwerfung des eigenen Willens unter einen fremden als Tugend gilt
- 1972: Die seltsamen Abenteuer des geheimen Kanzleisekretärs Tusmann
- 1972: Rechtsprechung – Szenische Rekonstruktion des Prozesses gegen Dr. John Bodkin Adams
- 1972: Der 21. Juli
- 1975: Ein deutsches Attentat
- 1979: Union der festen Hand
- 1979: Ein Mord, den jeder begeht
- 1980: Waldwinkel
- 1980: Luftwaffenhelfer
- 1981: Kudenow oder An fremden Wassern weinen
- 1982: Wir
- 1982: Fremdes Land oder Als die Freiheit noch zu haben war
- 1984: Lenin in Zürich
- 1987: Jokehnen oder Wie lange fährt man von Ostpreußen nach Deutschland?
- 1989: Schwarzenberg